# Fabian Rieder
Fabian Rieder (Berna, 16 febbraio 2002) è un calciatore svizzero, centrocampista dello Stoccarda, in prestito dal Rennes, e della nazionale svizzera.

## Caratteristiche tecniche
Centrocampista molto duttile, abile negli inserimenti offensivi e dotato di un buon tiro, è abile nell’impostazione della manovra ed è in possesso di una buona visione di gioco; per le sue caratteristiche è stato paragonato a Remo Freuler.

## Carriera

### Club
Cresciuto nei settori giovanili di Soletta e Young Boys, ha esordito con la prima squadra del club bernese il 17 ottobre 2020, nella partita di campionato pareggiata per 0-0 contro il Servette. Cinque giorni dopo ha debuttato nelle competizioni europee, fornendo un’ottima prestazione personale nell’incontro di Europa League perso per 1-2 contro la Roma.
Il 31 agosto 2023 firma un contratto quadriennale con il Rennes, squadra con cui scende in campo 15 volte in campionato durante la prima stagione, trovando poco spazio soprattutto a causa di alcuni problemi fisici (a una caviglia prima e poi la frattura di un metatarso).
Il 24 giugno 2024 viene ceduto in prestito allo Stoccarda.

### Nazionale
Nel novembre del 2022, Rider riceve la sua prima convocazione ufficiale con la nazionale maggiore svizzera, venendo incluso dal CT Murat Yakın nella rosa partecipante ai mondiali di calcio in Qatar. Fa il suo esordio in nazionale alla prima giornata della competizione, subentrando a Vargas all'81º della gara vinta 1-0 contro il Camerun.
Il 7 giugno 2025, in occasione della gara amichevole vinta 2-4 contro il Messico, segna la sua prima rete in nazionale.

## Statistiche

### Presenze e reti nei club
Statistiche aggiornate al 7 giugno 2025.
| Stagione          | Squadra           | Campionato        | Campionato | Campionato | Coppe nazionali | Coppe nazionali | Coppe nazionali | Coppe continentali | Coppe continentali | Coppe continentali | Altre coppe | Altre coppe | Altre coppe | Totale | Totale | Totale |
| Stagione          | Squadra           | Comp              | Pres       | Reti       | Comp            | Pres            | Reti            | Comp               | Pres               | Reti               | Comp        | Pres        | Reti        | Pres   | Reti   |        |
| ----------------- | ----------------- | ----------------- | ---------- | ---------- | --------------- | --------------- | --------------- | ------------------ | ------------------ | ------------------ | ----------- | ----------- | ----------- | ------ | ------ | ------ |
| 2020-2021         | Young Boys        | SL                | 23         | 0          | CS              | 0               | 0               | UEL                | 8                  | 0                  | -           | -           | -           | 31     | 0      |        |
| 2021-2022         | Young Boys        | SL                | 30         | 2          | CS              | 3               | 2               | UCL                | 3+6                | 0+1                | -           | -           | -           | 42     | 5      |        |
| 2022-2023         | Young Boys        | SL                | 33         | 7          | CS              | 5               | 2               | UECL               | 5                  | 0                  | -           | -           | -           | 43     | 9      |        |
| ago. 2023         | Young Boys        | SL                | 3          | 1          | CS              | 1               | 0               | UCL                | 2                  | 0                  | -           | -           | -           | 6      | 1      |        |
| Totale Young Boys | Totale Young Boys | Totale Young Boys | 89         | 10         |                 | 9               | 4               |                    | 24                 | 1                  |             | -           | -           | 122    | 15     |        |
| 2023-2024         | Rennes            | L1                | 15         | 1          | CF              | 2               | 0               | UEL                | 4                  | 2                  | -           | -           | -           | 21     | 3      |        |
| 2024-2025         | Stoccarda         | BL                | 21         | 1          | CG              | 4               | 0               | UCL                | 8                  | 1                  | SG          | 0           | 0           | 33     | 2      |        |
| Totale carriera   | Totale carriera   | Totale carriera   | 125        | 12         |                 | 15              | 4               |                    | 36                 | 4                  |             | -           | -           | 176    | 20     |        |

### Cronologia presenze e reti in nazionale
| Cronologia completa delle presenze e delle reti in nazionale ― Svizzera | Cronologia completa delle presenze e delle reti in nazionale ― Svizzera | Cronologia completa delle presenze e delle reti in nazionale ― Svizzera | Cronologia completa delle presenze e delle reti in nazionale ― Svizzera | Cronologia completa delle presenze e delle reti in nazionale ― Svizzera | Cronologia completa delle presenze e delle reti in nazionale ― Svizzera | Cronologia completa delle presenze e delle reti in nazionale ― Svizzera | Cronologia completa delle presenze e delle reti in nazionale ― Svizzera |
| Data                                                                    | Città                                                                   | In casa                                                                 | Risultato                                                               | Ospiti                                                                  | Competizione                                                            | Reti                                                                    | Note                                                                    |
| ----------------------------------------------------------------------- | ----------------------------------------------------------------------- | ----------------------------------------------------------------------- | ----------------------------------------------------------------------- | ----------------------------------------------------------------------- | ----------------------------------------------------------------------- | ----------------------------------------------------------------------- | ----------------------------------------------------------------------- |
| 24-11-2022                                                              | Al Wakrah                                                               | Svizzera                                                                | 1 – 0                                                                   | Camerun                                                                 | Mondiali 2022 - 1º turno                                                | -                                                                       | 81’                                                                     |
| 28-11-2022                                                              | Doha                                                                    | Brasile                                                                 | 1 – 0                                                                   | Svizzera                                                                | Mondiali 2022 - 1º turno                                                | -                                                                       | 51’ 59’                                                                 |
| 25-3-2023                                                               | Novi Sad                                                                | Bielorussia                                                             | 0 – 5                                                                   | Svizzera                                                                | Qual. Euro 2024                                                         | -                                                                       | 66’                                                                     |
| 28-3-2023                                                               | Lancy                                                                   | Svizzera                                                                | 3 – 0                                                                   | Israele                                                                 | Qual. Euro 2024                                                         | -                                                                       | 74’                                                                     |
| 4-6-2024                                                                | Lucerna                                                                 | Svizzera                                                                | 4 – 0                                                                   | Estonia                                                                 | Amichevole                                                              | -                                                                       | 61’                                                                     |
| 15-6-2024                                                               | Colonia                                                                 | Ungheria                                                                | 1 – 3                                                                   | Svizzera                                                                | Euro 2024 - 1º turno                                                    | -                                                                       | 86’                                                                     |
| 19-6-2024                                                               | Colonia                                                                 | Scozia                                                                  | 1 – 1                                                                   | Svizzera                                                                | Euro 2024 - 1º turno                                                    | -                                                                       | 75’                                                                     |
| 23-6-2024                                                               | Francoforte sul Meno                                                    | Svizzera                                                                | 1 – 1                                                                   | Germania                                                                | Euro 2024 - 1º turno                                                    | -                                                                       | 65’                                                                     |
| 29-6-2024                                                               | Berlino                                                                 | Svizzera                                                                | 2 – 0                                                                   | Italia                                                                  | Euro 2024 - Ottavi di finale                                            | -                                                                       | 72’                                                                     |
| 6-7-2024                                                                | Düsseldorf                                                              | Inghilterra                                                             | 1 – 1 dts (5 - 3 dtr)                                                   | Svizzera                                                                | Euro 2024 - Quarti di finale                                            | -                                                                       | 63’                                                                     |
| 5-9-2024                                                                | Copenaghen                                                              | Danimarca                                                               | 2 – 0                                                                   | Svizzera                                                                | UEFA Nations League 2024-2025 - 1º turno                                | -                                                                       | 65’                                                                     |
| 8-9-2024                                                                | Ginevra                                                                 | Svizzera                                                                | 1 – 4                                                                   | Spagna                                                                  | UEFA Nations League 2024-2025 - 1º turno                                | -                                                                       | 62’                                                                     |
| 12-10-2024                                                              | Leskovac                                                                | Serbia                                                                  | 2 – 0                                                                   | Svizzera                                                                | UEFA Nations League 2024-2025 - 1º turno                                | -                                                                       | 46’                                                                     |
| 15-10-2024                                                              | San Gallo                                                               | Svizzera                                                                | 2 – 2                                                                   | Danimarca                                                               | UEFA Nations League 2024-2025 - 1º turno                                | -                                                                       | 37’ 67’                                                                 |
| 15-11-2024                                                              | Zurigo                                                                  | Svizzera                                                                | 1 – 1                                                                   | Serbia                                                                  | UEFA Nations League 2024-2025 - 1º turno                                | -                                                                       | 66’                                                                     |
| 18-11-2024                                                              | Santa Cruz de Tenerife                                                  | Spagna                                                                  | 3 – 2                                                                   | Svizzera                                                                | UEFA Nations League 2024-2025 - 1º turno                                | -                                                                       | 60’                                                                     |
| 21-3-2025                                                               | Belfast                                                                 | Irlanda del Nord                                                        | 1 – 1                                                                   | Svizzera                                                                | Amichevole                                                              | -                                                                       | 59’                                                                     |
| 25-3-2025                                                               | San Gallo                                                               | Svizzera                                                                | 3 – 1                                                                   | Lussemburgo                                                             | Amichevole                                                              | -                                                                       | 66’                                                                     |
| 7-6-2025                                                                | Salt Lake City                                                          | Messico                                                                 | 2 – 4                                                                   | Svizzera                                                                | Amichevole                                                              | 1                                                                       |                                                                         |
| Totale                                                                  |                                                                         | Presenze                                                                | 19                                                                      |                                                                         | Reti                                                                    | 1                                                                       |                                                                         |

## Palmarès
- Campionato svizzero: 2

Young Boys: 2020-2021, 2022-2023
- Coppa Svizzera: 1

Young Boys: 2022-2023
- Coppa di Germania: 1

Stoccarda: 2024-2025